# Trícium
A trícium (jele: T vagy 3H) a hidrogén radioaktív izotópja. Atommagja egy protonból és két neutronból áll. Szobahőmérsékleten gáz halmazállapotú. Felezési ideje 12,32 (± 0,02) év, hélium-3 izotóppá bomlik.
A trícium természetes körülmények között akkor áll elő, ha kozmikus sugarak lépnek reakcióba a légköri gázokkal. Például ha egy neutron nitrogénnel ütközik, szén és trícium a reakció eredménye.
A tríciumból kiszabaduló elektronok előidézik a foszfor ragyogását, így a két elemből önmegvilágító eszközök készíthetők, például vészkijáratjelzések.
Elsőként Walter Russell jósolta meg a trícium létét az 1920-as években. Előállítani Ernest Rutherfordnak sikerült először 1934-ben, egy másik hidrogénizotópból, a deutériumból. Willard Libby jött rá, hogyan lehet tríciummal a víz, és így a bor korát is megállapítani.